# Estadio de Kocaeli
El Estadio de Kocaeli (en turco: Kocaeli Stadyumu) es un estadio de fútbol ubicado en la ciudad de İzmit, Provincia de Kocaeli, Turquía. Fue inaugurado el 1 de septiembre de 2018 y posee una capacidad para 34.712 espectadores.
Es la nueva casa del club Kocaelispor de la Superliga de Turquía, y reemplazó al antiguo Estadio İsmetpaşa.

## Historia
El estadio forma parte de un proyecto de construcción y modernización de plazas deportivas llevado a cabo por el Ministerio de Vivienda y Deportes de Turquía, con el objetivo de hacer atractivo el país para albergar eventos deportivos de nivel continental y mundial.
El proyecto original fue desarrollado en 2013 por un equipo de arquitectos liderado por el reconocido arquitecto turco Alper Aksoy y en el verano de ese año se comenzó a trabajar en la nueva obra. Se tuvo que quitar mucho terreno porque se decidió aprovechar el talud del estadio para incluir un estacionamiento en el sótano del estadio. Inicialmente prevista para ser terminada en 2016, el cronograma de entrega tuvo que ser modificado debido a retrasos en la culminación de etapas de la obra, además del aumento en el costo de los materiales utilizados en su construcción. Finalmente, el estadio fue inaugurado oficialmente el 1 de septiembre de 2018 con un partido disputado entre el Kocaelispory Fatsa Belediyespor, que terminó con la victoria del club local por 2-0, en un partido válido por la Tercera División turca.